# Kulturåret 1705

## Händelser
- Okänt datum - John Vanbrugh bygger Queen's Theatre i London.

## Nya verk
- Colley Cibber, The Careless Husband

## Födda
- 24 januari - Farinelli (död 1782), italiensk kastratsångare
- 30 april - Carl Wijnbladh (död 1768), svensk militär och författare i arkitektoniska ämnen
- 22 maj - Lars Laurel (död 1793), svenskfilosof och professor
- maj - Ambrosius Stub (död 1758), dansk diktare, författare och psalmförfattare
- okänt datum - Bernardo Vittone (död 1770), italiensk arkitekt
- okänt datum - Carl Fredrich Brander (död 1779), svensk porträttmålare

## Avlidna
- 5 februari - Philipp Jakob Spener (född 1635), tysk teolog och heraldiker
- 5 maj - Jānis Gliks (född på 1650-talet), lettisk bibelöversättare
- 17 oktober - Ninon de l'Enclos (född 1620), fransk författare, upphovsman, och gynnare av konsten
- 28 oktober - Johan Valentinsson Wefwer (född 1672), svensk konsthantverkare och silversmed
- okänt datum - Zhu Da (född 1626), kinesisk konstnär
- okänt datum - Antti Keksi (född omkring 1622), poet från Tornedalen